# 拉皮永
拉皮永（法語：Lappion，法語發音：[lapjɔ̃]）是法国上法蘭西大區埃纳省的一个市镇，属于拉昂区。该市镇2009年时的人口为268人。

## 人口
拉皮永人口变化图示
| 数据来源：INSEE |